# Dave Vansteelant
Dave Vansteelant is een Belgisch waterskiër.

## Levensloop
Vansteelant werd in 2014 Europees kampioen in de Formule 1 van het waterski racing. Daarnaast werd hij eenmaal Belgisch kampioen in de Formule 1 en driemaal in de Formule 2. Daarnaast slaagde hij er in 2014 in de Diamond Waterski Race te Viersel te winnen, het was tien jaar geleden dat er nog eens een Belg op het hoogste trapje van het podium stond.
In 2013 kwam hij tijdens het wereldkampioenschap in Tenerife zwaar ten val en in 2015 werd hij betrapt op het gebruik van doping (cocaïne) tijdens een wedstrijd in Geel.

## Palmares
Formule 1
- 2012:  Europees kampioenschap
- 2014:  Belgisch kampioenschap
- 2014:  Europees kampioenschap
- 2014:  Diamond Race
- 2015:  Diamond Race
- 2019:  Diamond Race

Formule 2
- 2006:  Belgisch kampioenschap
- 2010:  Belgisch kampioenschap
- 2010:  Europees kampioenschap
- 2011:  Belgisch kampioenschap